# Run Baby Run (Amanda Lear)
Run Baby Run è il nono singolo della cantante francese Amanda Lear, pubblicato nel 1978 come secondo estratto dal suo secondo album Sweet Revenge.

## Descrizione
Run Baby Run è un brano disco con elementi pop rock composto da Anthony Monn su testi della stessa Amanda Lear. Gli arrangiamenti della canzone sono attribuiti a Charly Ricanek e Rainer Pietsch, con i quali Amanda Lear ha collaborato a lungo durante l'era disco. La traccia è parte della suite contenuta nell'album Sweet Revenge, che racconta la storia di una ragazza che viene tentata dal Diavolo.
Il singolo è stato pubblicato solamente in alcuni paesi europei. In alcune edizioni il fronte della copertina riporta indicato come titolo del singolo Follow Me, che è invece il lato B del disco. In Sudafrica il lato B del singolo è The Stud, un altro brano pop rock tratto dall'album Sweet Revenge.
Run Baby Run è stato pubblicizzato attraverso apparizioni televisive, ma non è entrato in classifica.

## Videoclip
Un video della canzone è stato realizzato all'interno della trasmissione televisiva italiana Stryx. Il video mostra Amanda Lear in un vestito corto leopardato che danza in mezzo a ballerini della trasmissione sdraiati sul pavimento. Il video è stato diretto da Enzo Trapani e trasmesso nell'autunno del 1978.

## Tracce
7" Ariola (1978), Portogallo
1. Run Baby Run – 2:58 (testo: Amanda Lear – musica: Anthony Monn)
2. Follow Me – 3:55 (testo: Amanda Lear – musica: Anthony Monn)

Durata totale: 6:53
7" Music Master Benelux (1978), Belgio
1. Run Baby Run – 2:58 (testo: Amanda Lear – musica: Anthony Monn)
2. Follow Me (Part Two) – 3:40 (testo: Amanda Lear – musica: Anthony Monn)

Durata totale: 6:38
7" Ariola (1978), Sudafrica
1. Run Baby Run – 3:45 (testo: Amanda Lear – musica: Anthony Monn)
2. The Stud – 4:02

Durata totale: 7:47
7" Ariola (1978), Spagna
1. Run Baby Run (testo: Amanda Lear – musica: Anthony Monn)
2. Follow Me (Sigueme) (testo: Amanda Lear – musica: Anthony Monn)

7" Ariola (1978), Regno Unito
1. Run Baby Run – 2:58 (testo: Amanda Lear – musica: Anthony Monn)
2. Follow Me (Reprise) – 3:40 (testo: Amanda Lear – musica: Anthony Monn)

Durata totale: 6:38
12" Ariola (1978), Regno Unito
1. Run Baby Run – 3:40 (testo: Amanda Lear – musica: Anthony Monn)
2. Follow Me (Reprise) – 3:40 (testo: Amanda Lear – musica: Anthony Monn)

Durata totale: 7:20

## Crediti
- Amanda Lear - voce
- Anthony Monn - produzione
- Charly Ricanek - arrangiamento
- Rainer Pietsch - arrangiamento

## Cover
- Nel 2006 il cantante spagnolo Pedro Marín ne ha inciso una cover per il suo album tributo ad Amanda Lear Diamonds.